# Stará Ves, Bruntál
Stará Ves là một làng thuộc huyện Bruntál, vùng Moravskoslezský, Cộng hòa Séc.